# 贝雷斯托韦茨 (切尔尼戈夫州)
51°15′20″N 32°12′32″E / 51.25556°N 32.20889°E

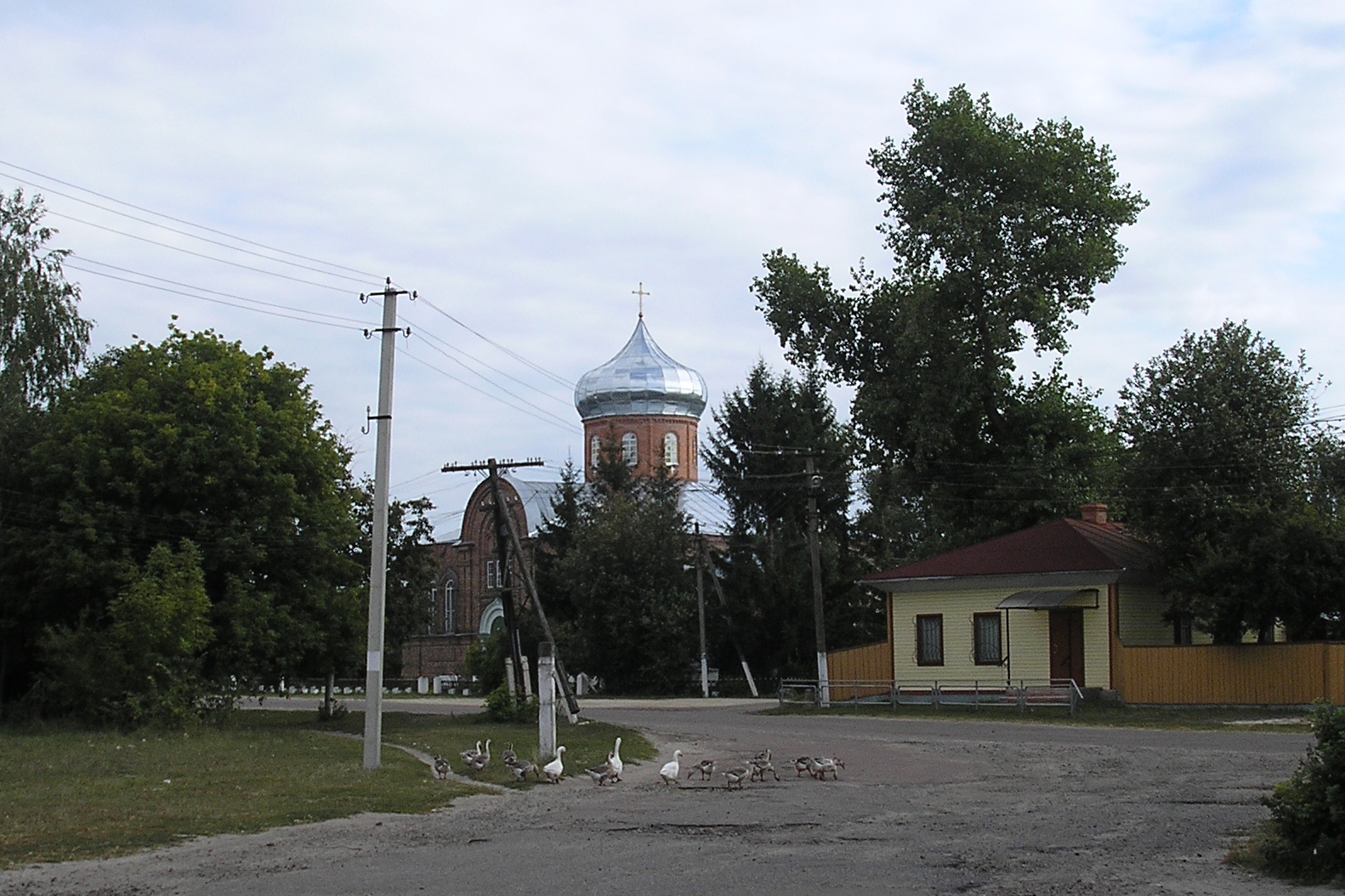

贝雷斯托韋茨（烏克蘭語：Берестовець），是烏克蘭的村落，位於該國北部切爾尼戈夫州，由尼任區科马里夫卡市镇負責管轄，處於斯莫良卡河畔，面積4平方公里，海拔高度119米，2006年人口1,017。